# Carazziella victoriensis
Carazziella victoriensis är en ringmaskart som beskrevs av Blake och Kudenov 1978. Carazziella victoriensis ingår i släktet Carazziella och familjen Spionidae. Inga underarter finns listade i Catalogue of Life.